# Drenáž (medicína)

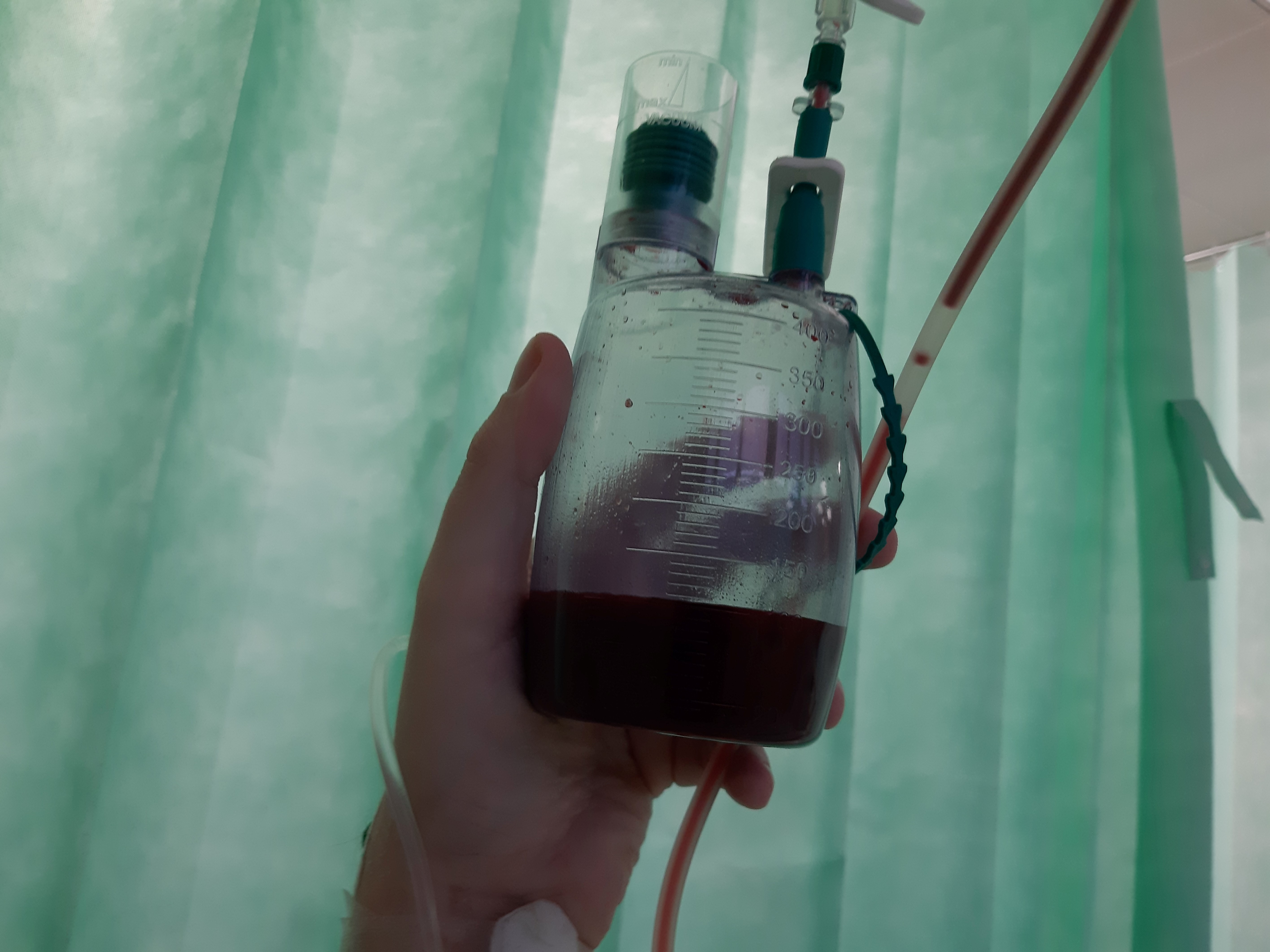
Redonova drenáž napojená na drén odvádějící krev z těla. Lze si všimnout, že po vnější straně je vybavena měrkou, která slouží k monitorování jejího množství

Drenáž (z anglického slova drainage – odtok) je jednoduchý princip i komplikovaný systém, využívaný zvláště v chirurgii, zajišťující odvod nahromaděných nežádoucích tekutin (tzv. sekretů) z těla, konkrétně z ran, orgánů, dutin či jiného patologického ložiska. Provádí se pomocí implantovaného drenážního systému, pod kterým se obvykle rozumí kombinace trubic, tedy drénů, a rezervoáru, jenž slouží jako sběrná nádoba pro odváděné tekutiny jako např. krev, hnis, pankreatické šťávy, ale třeba i vzduch a další plyny; kumulace zmíněných složek může mít na okolní tkáně negativní vliv v podobě infekce.
Nejčastější důvody pro zavedení drenáže jsou tedy preventivní a terapeutické:
- preventivní – předchází komplikacím; předpoklad, že v těle dojde ke hromadění tekutin, např. z důvodu pooperační rány[3]
- terapeutické – řeší komplikaci; ke hromadění tekutin již došlo, např. kožní absces (tzv. furunkl)[4]

Nutno však zmínit, že význam drenáže se nezakládá pouze na odstranění tekutin z pacientova těla, její význam je mnohem hlubší díky signalizační funkci, pod kterou se chápe bedlivé monitorování množství odvedeného sekretu a během např. vnitřního krvácení může hrát důležitou roli v situacích ohrožující život. Mimo to, má také restituční funkci, kdy dochází u poraněného k rozvinutí plic (tzv. hrudní drenáž).

## Historie

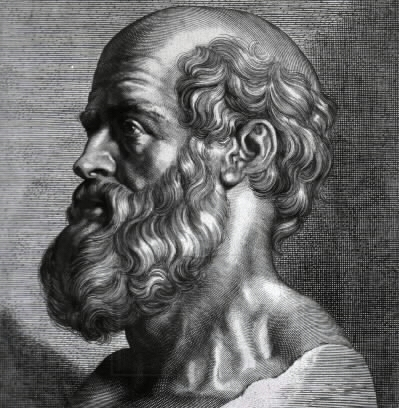
Hippokratés

Samotná drenáž má kořeny už v dobách Hippokrata, starořeckého lékaře, který k odvádění patologických tekutin u empyému jako drén použil primitivní dutou dřevěnou trubici. V antickém Římě během 1. století našeho letopočtu pak došlo k výměně dřevěných trubic za bronzové, olovněné a mosazné, které našly uplatnění v drenáži ran římských vojáků a také v drenáži ascitu. Postižená místa léčitelé také potírali medem.
V průběhu 16. století francouzský léčitel Ambroise Paré varoval před přílišným používáním drenáží, a proto popsal vůbec první indikace k jejich aplikaci — drenáž byla nutná v místech, kde poranění vyžadovalo čištění a docházelo zde k tvorbě hnisu. Taktéž jako první doporučil fixaci drénu k pokožce pomocí sešití, aby nedošlo k jeho samovolnému vyjmutí.
Pozoruhodný byl také materiál, který se v těchto dobách k výkonu používal. Nejčastěji se jednalo o koňské žíně, což bylo způsobeno jejich dostupností a nízkou cenou, v menší míře se potom používalo sklo.
Další výraznější rozvoj drenáž zaznamenala ke sklonku 19. století, kdy anglický lékař George Playfair roku 1873 jako první provedl uzavřenou hrudní drenáž. Nezávisle na něm potom Gotthard Bülau, německý internista, realizoval spádovou hrudní drenáž s využitím uzavřeného systému s vodním zámkem na truhláři trpícího pneumotoraxem a dodnes je tato procedura, tzv. Bülauova drenáž, zcela běžným léčebným zákrokem. Na drenáž hrudníku se zaměřil i George Heaton, který roku 1898 světu přinesl tzv. aktivní hrudní drenáž.
Během pandemie španělské chřipky v letech 1918 až 1920 prudce vzrostl výskyt zápalu plic v podobě exsudativní pleuritidy a akutního empyému pohrudnice. Tehdejší lékaři a další odborníci se pokoušeli tato onemocnění léčit resekcí žebra s následným zavedením pohrudniční drenáže, avšak bez použití vodního zámku a aktivní aspirace, což vedlo až ke 30% úmrtnosti, ke které docházelo obvykle již po půlhodině od zavedení drenáže. Důvodem byla nedostatečná znalost procesu dýchání — obecně toho, co se během něho odehrává v pleurální dutině. Později došlo k omezení aktivní aspirace na použití běžné injekční stříkačky, což mělo za důsledek práce snížení letality z 30 % na 4,3 %.
Roku 1954 potom francouzský odborník na maxilofaciální chirurgii Henri Redon zavedl do praxe uzavřenou drenáž využívající podtlak, čímž se snažil reagovat na skutečnost, že drenáže předtím byly napojené na tlakové pumpy, které však byly příliš robustní, tudíž nedobře skladné a obtížně manipulovatelné.
Za zmínku jistě také stojí americký lékař Eugene Spitz, který roku 1949 ve Filadelfii poprvé implantoval ventrikuloatriální drenáž na bázi jednocestného polyetylenového ventilu.

## Rozdělení drenáží

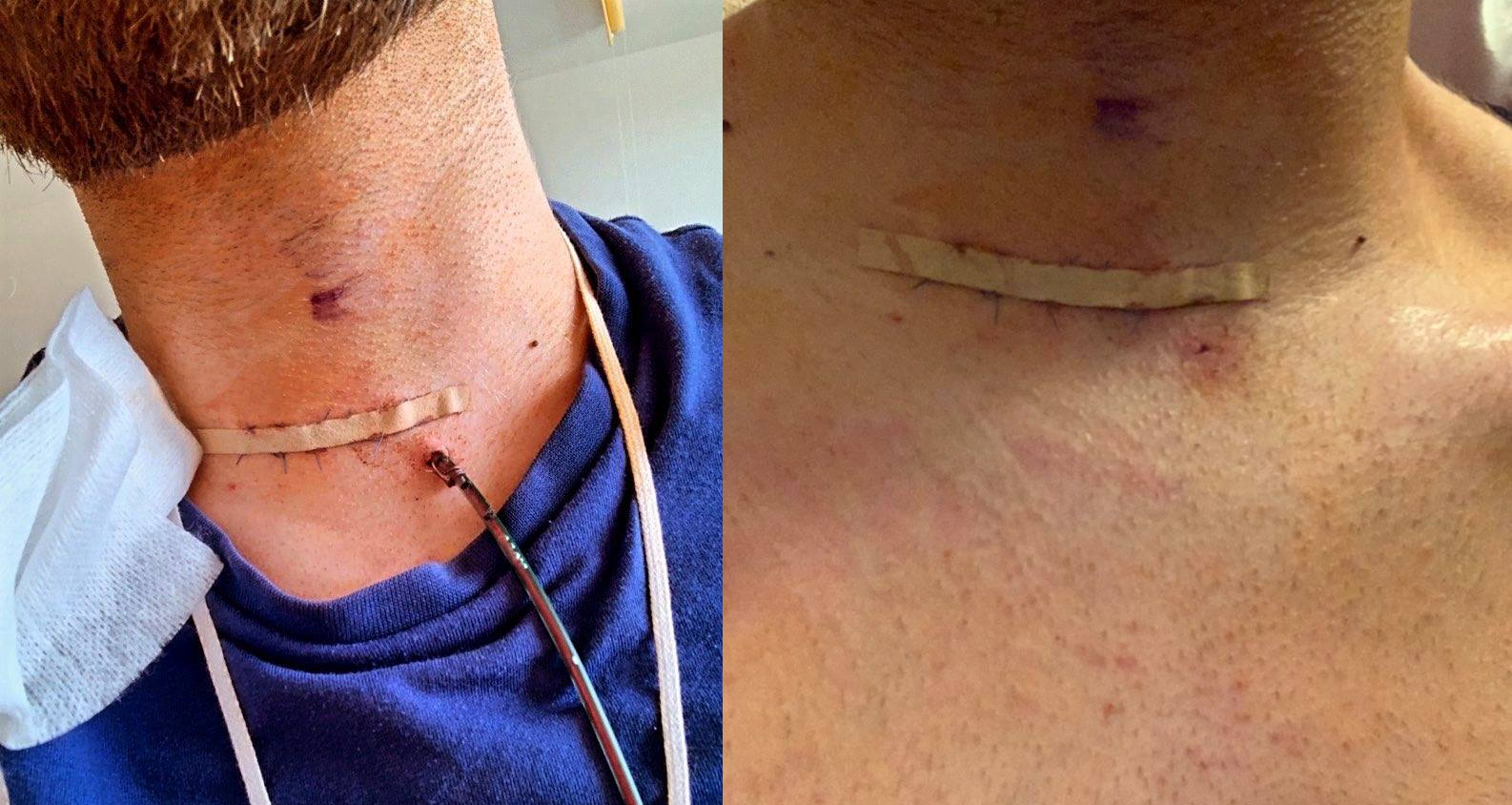
Rána po odborném vyjmutí drenáže z důvodu paratyreoidektomie s odstupem dvou dní

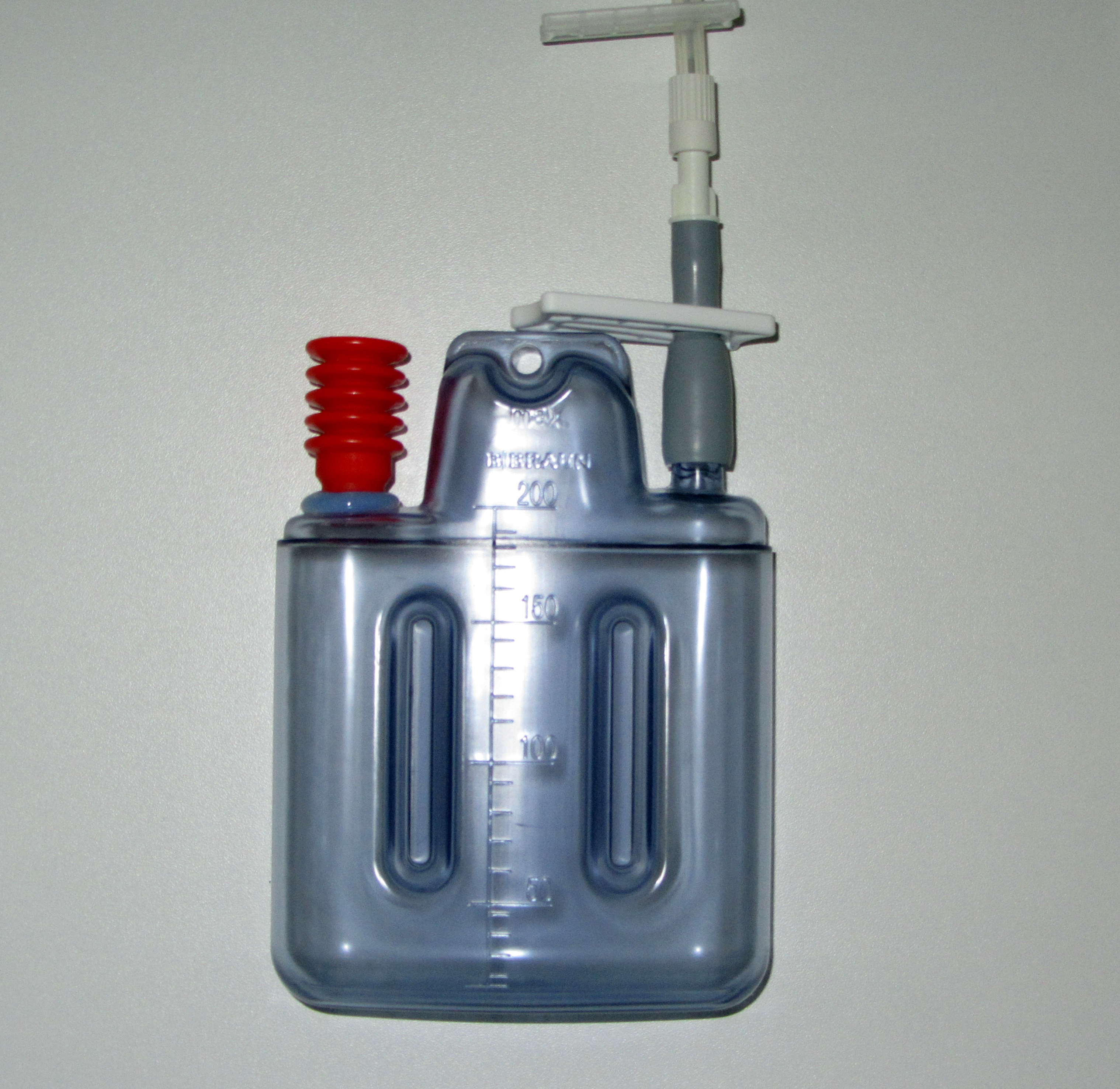
Červená část Redonovy láhve je označována jako tzv. „klobouček“, který je v případě podtlaku zatažený do láhve

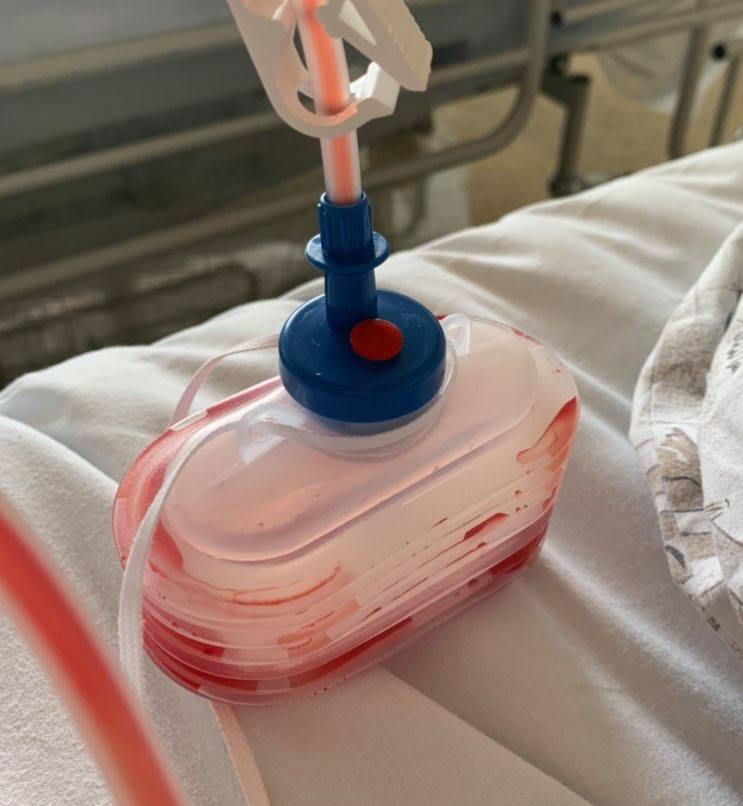
Harmoniková Redonova drenáž se zataženým kloboučkem v nádobě značící podtlak

| I. dělení          | II. dělení | Výklad                                                      |
| ------------------ | ---------- | ----------------------------------------------------------- |
| Prostředí          | Vnější     | odvod z těla do zevního prostředí                           |
| Prostředí          | Vnitřní    | přerozdělení tekutin (tzv. redistribuce) uvnitř těla        |
| Materiál           | Přírodní   | zhotoveny z přírodního materiálu (např. kaučuk, latex)      |
| Materiál           | Syntetický | umělé hmoty, nepodléhají rychle rozkladu, lze ponechat déle |
| Materiál           | Tkaninový  | zhotoveny z tkanin (např. mulový drén)                      |
| Způsob odběru      | Pasivní    | na odtok působí gravitace, rozdílný tlak či kapilarita      |
| Způsob odběru      | Aktivní    | nepřetržité odsávání pomocí podtlaku                        |
| Mechanismus účinku | Spádová    | viz podrobnější dělení v odstavci „Podle mechanismu účinku“ |
| Mechanismus účinku | Kapilární  | viz podrobnější dělení v odstavci „Podle mechanismu účinku“ |
| Mechanismus účinku | Podtlaková | viz podrobnější dělení v odstavci „Podle mechanismu účinku“ |
| Tvar               | Trubicový  | velké břišní výkony                                         |
| Tvar               | Žlábkový   | podkožní ložiska, hojící se rány, absces                    |
| Tvar               | Proužkový  | povrchové rány                                              |
| Vytvoření          | Přirozená  | viz odstavec „Podle vytvoření“                              |
| Vytvoření          | Umělá      | viz odstavec „Podle vytvoření“                              |

### Podle mechanismu účinku

#### Spádová
Jako spádová drenáž se označuje taková drenáž, která odsává tekutiny ve směru přirozeného pádu, proto se lze někdy setkat i s označením gravitační drenáž. Drenážní soustavu zde obvykle tvoří tubulární drén, čili silikonová trubice s otvory umístěná do hlubokých míst břišní dutiny a je napojena na rezervoár, kterým je v tomto případě sběrný sáček s antirefluxní (reflux – zpětný tok) chlopní, jež zamezuje tomu, aby tok tekutiny proudil zpět do rány. Během výkonu je důležité, aby konec trubice nezůstal v přímém kontaktu se zevním prostředím, proto se překrývá patřičným sterilním materiálem, například bandáží. Ránu je potom nutno sledovat a denně převazovat. Četné využití této drenáže najdeme zejména v břišní chirurgii, kde se zavádí např. po odstranění žlučníku. Patří mezi drenáže, které jsou tzv. pasivní a je nutné, aby sběrná nádoby byla pod úrovní těla.

#### Kapilární
Drenáž kapilární (také cigaretová, volná či vzlínavá) funguje na principu kapilárního nasávání, kdy odvádí sekret do bandáže či gázy. Tento typ drenáže se využívá při poranění povrchových i hlubších ložisek zároveň a velmi často nebývá, na rozdíl od ostatních drenáží, přišita k pokožce. V těchto případech se používají následující drény:
- rukavicový drén – úzký obdélník nastříhaný z tenké gumy rukavic odvádějící sekret z mělčích stran
- mulový drén – proužky sterilní gázy, které mohou být napuštěné bílou vazelínou, poté se dále skládají do úzkého pruhu o velikosti zhruba 1,5 cm; zavádějí do ran, kde odvádí tekutiny
- penroseův drén – trubička anebo systém úzkých trubiček (jejich počet závisí na rozsahu rány)

#### Podtlaková

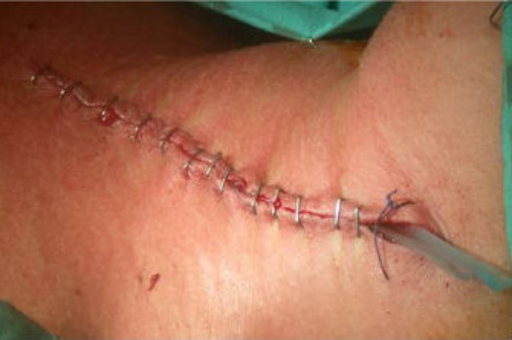
Typ podkožního krčního drénu v ráně

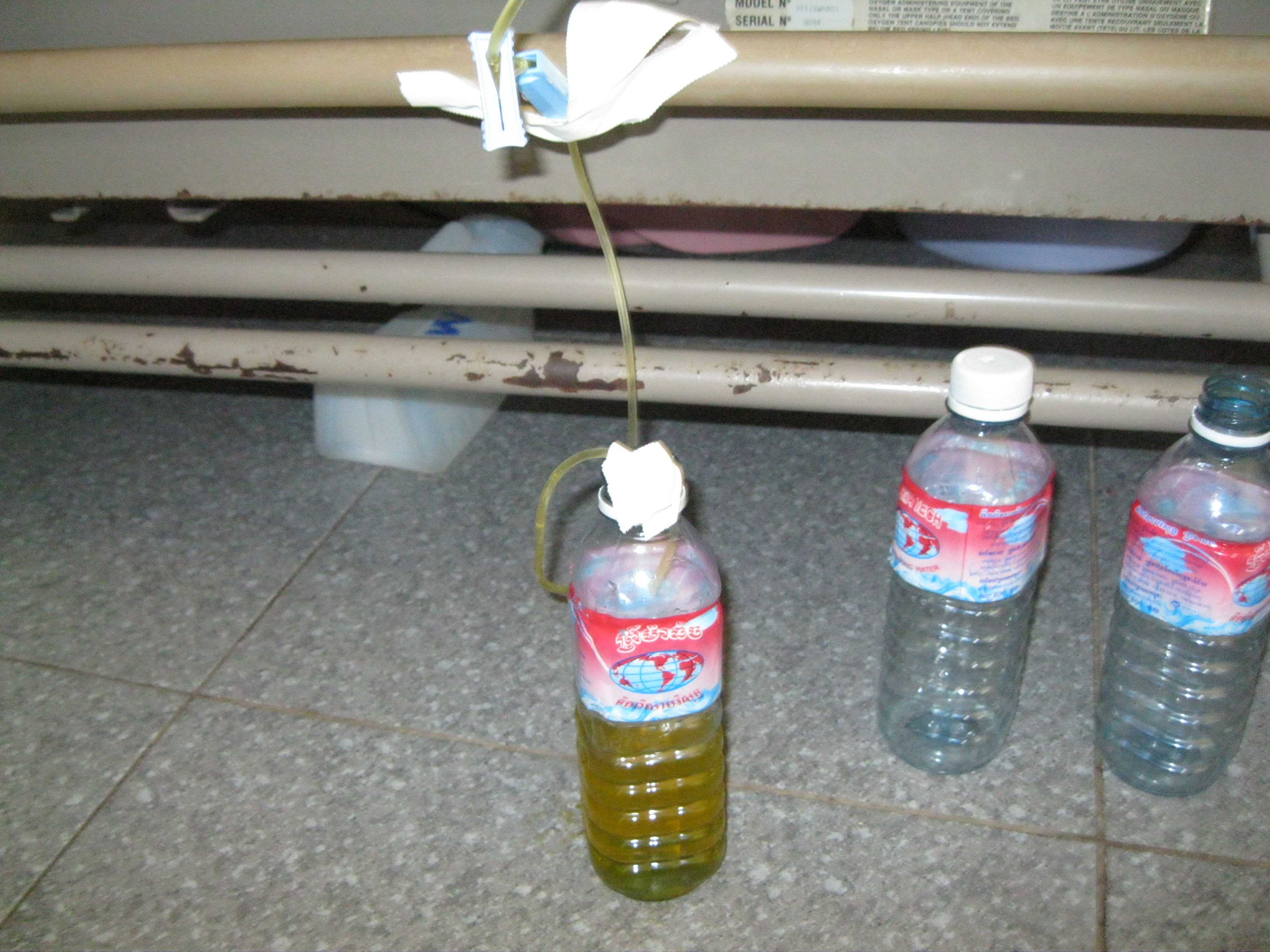
V případě nedostupnosti pomůcek může jako rezervoár posloužit i obyčejná láhev (drenáž ascitu v Kambodži)

Podtlaková drenáž (také odsávací), jak již plyne z názvu, využívá k odvádění tekutin podtlak ve svém rezervoáru. Má širokou škálu využití, a to především v artroskopii, ortopedii anebo mastektomii. Tyto typy drenáže se řadí mezi tzv. aktivní, což znamená, že dochází k nepřetržitému odběru tekutin, tudíž je prevencí vstupu infekce do rány. Příkladem může být Redonova drenáž, v jejíž nádobě se vytváří dostatek negativního tlaku a využívá následující možnosti podtlaku:
- nízký – 7 až 15 kPA

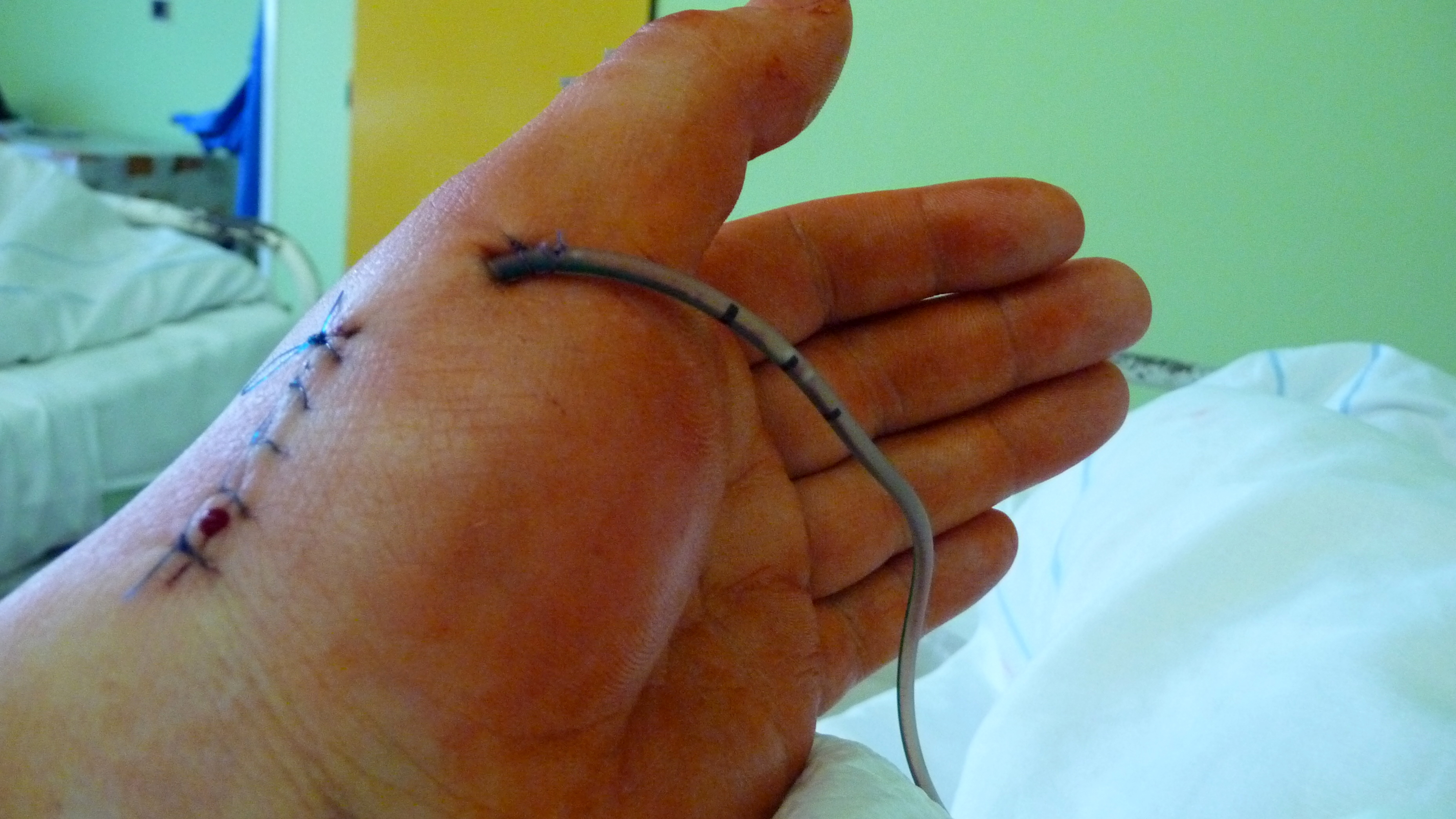
vysoký – 80 až 90 kPa  - Pacient s typem spádové drenáže po operaci ruky
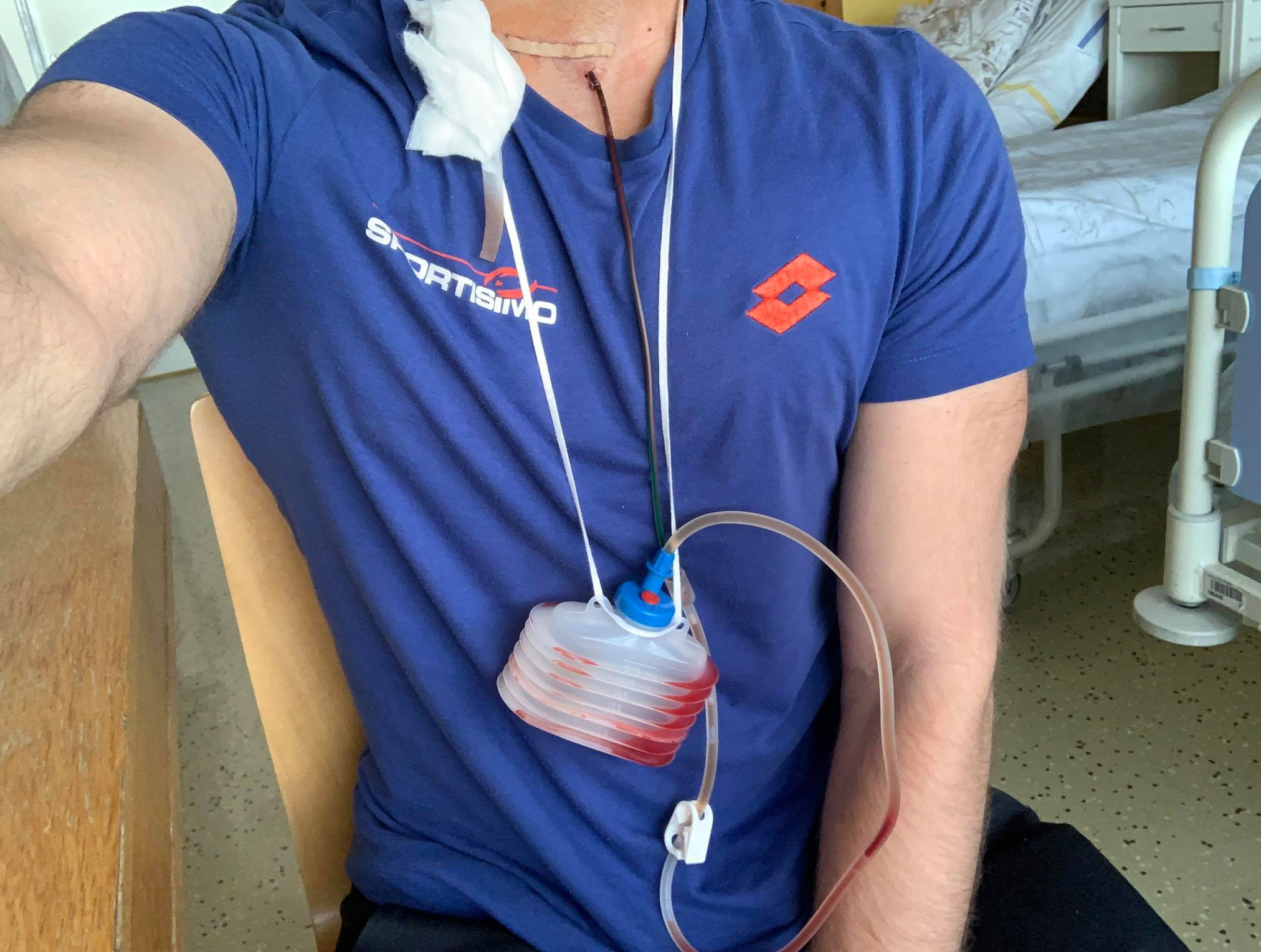
Zavedená Redonova drenáž po chirurgickém odstranění příštítného tělíska
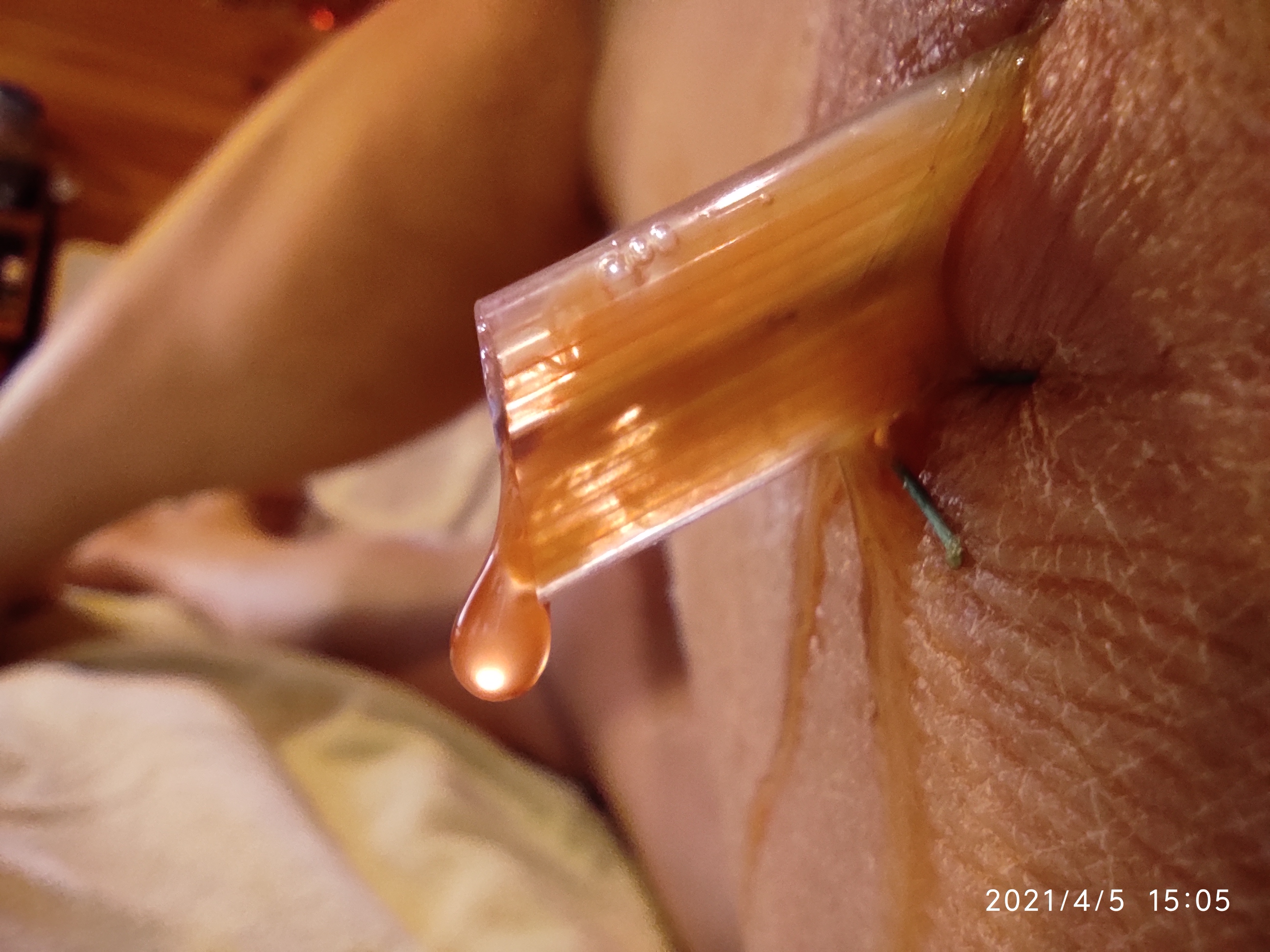
EF drén (Easy Flow Drain) 5cm hluboko ve stehenním svalu (m. biceps femoris)
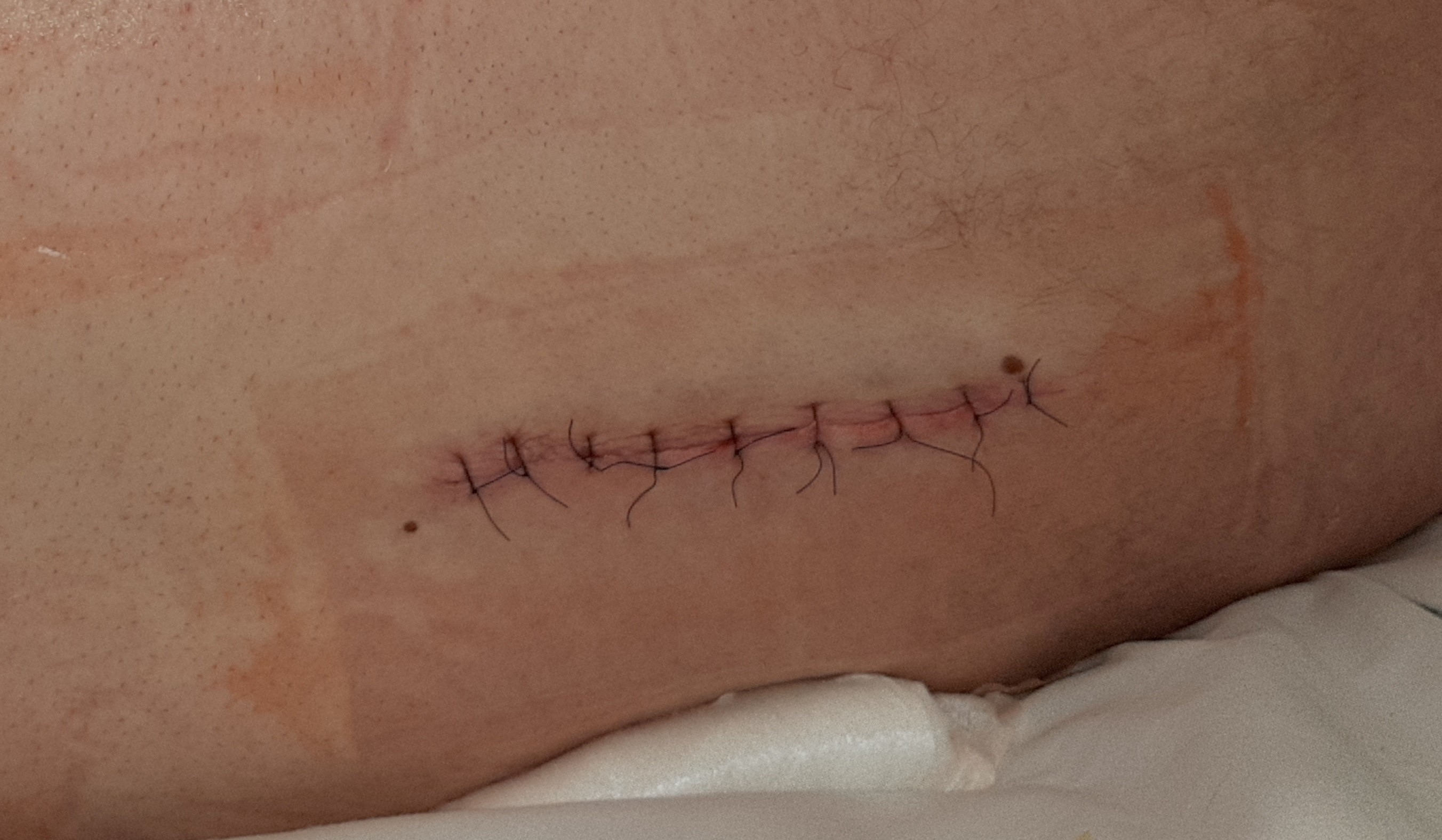
Jedním z hlavních účelů drenáží je docílení ideálního hojení rány (tzv. per primam)
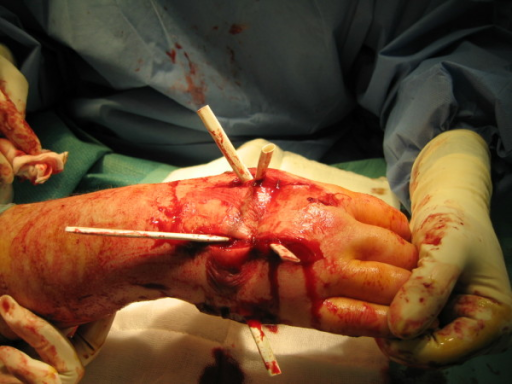
Penroseův drén
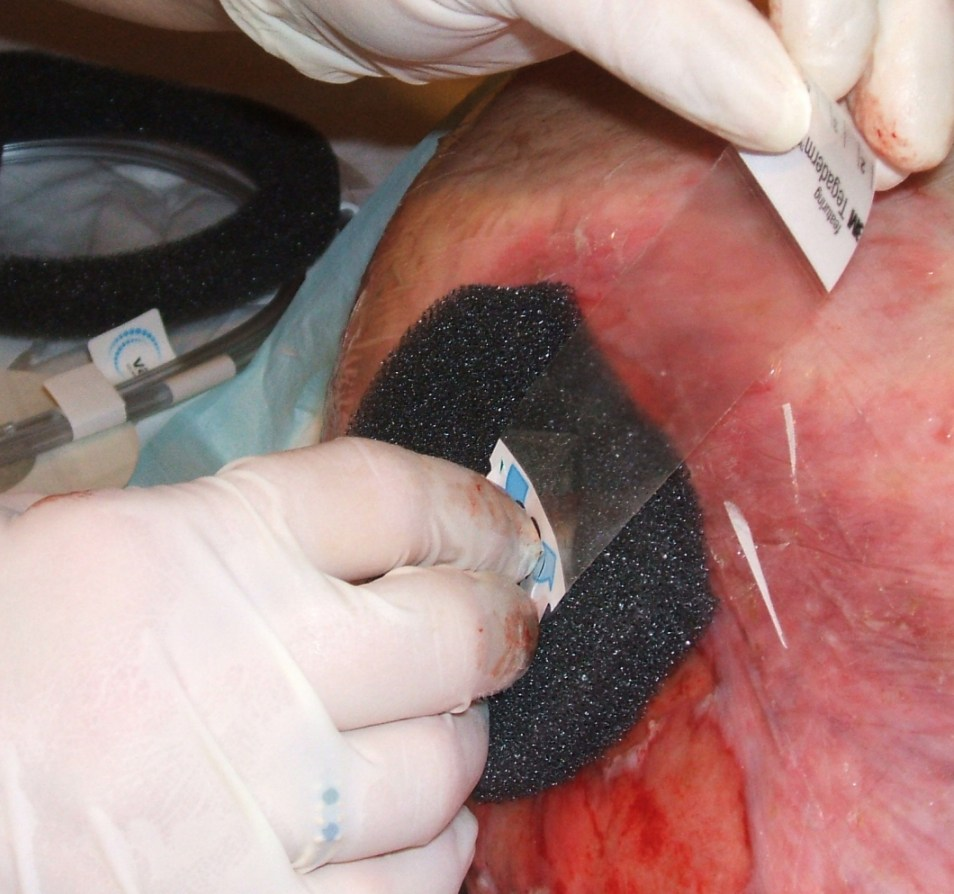
Podtlaková terapie rány (tzv. V.A.C. systém)
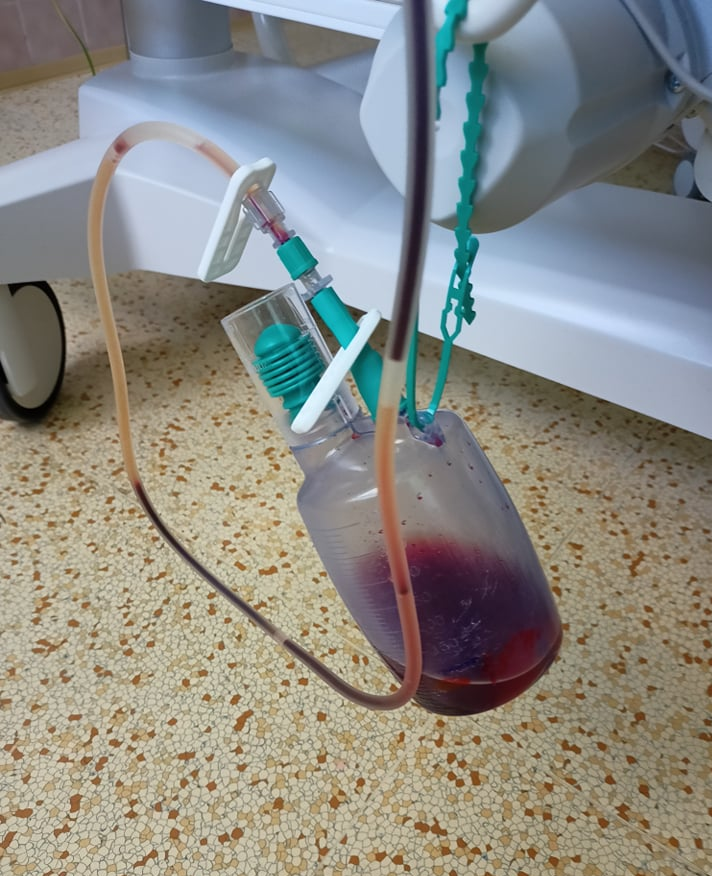
Redonova drenáž připoutaná k pacientově lůžku
  - Zavedená Redonova drenáž po chirurgickém odstranění příštítného tělíska
  - EF drén (Easy Flow Drain) 5cm hluboko ve stehenním svalu (m. biceps femoris)
  - Jedním z hlavních účelů drenáží je docílení ideálního hojení rány (tzv. per primam)
  - Penroseův drén
  - Podtlaková terapie rány (tzv. V.A.C. systém)
  - Redonova drenáž připoutaná k pacientově lůžku

### Podle vytvoření

#### Přirozená
Také známá jako spontánní drenáž; vzniká při povrchových poraněních, pokud dojde např. povolením stehu v ráně, přičemž dojde k rozrušení séromu (tj. kumulace tekutiny v ohraničeném prostoru), jehož obsah se zachytí do savého obvazu. Přirozenou drenáž lze taktéž dosáhnout incizí (naříznutím) anebo excizí (vyříznutím). Komplikací může být slepení rány z důvodu vyšší viskozity sekretu, což přináší omezenou funkčnost drenáže.

#### Umělá
Používá se zpravidla u hluboko položených dutin, orgánů či ložisek. Jedná se o skupinu drenáží zmíněných v odstavci výše.

## Vyjmutí drénu
Odstranění drénu se děje zpravidla vždy na pokyn lékaře, a to většinou v případě, že množství evakuovaného sekretu se pohybuje v hodnotách pod 25 ml za čtyřiadvacet hodin. Zda výkon provádí samotný lékař, anebo jiný kvalifikovaný zdravotník (např. všeobecná sestra) závisí na typu drénu, jeho umístění a stavu hospitalizovaného pacienta. Pokud je drén fixován suturou, musí dojít k jejímu přestřižení tak, aby žádný steh nezůstal pod pokožkou, nicméně v některých případech může lékař nařídit jeho ponechání (tzv. zajišťující steh) pro pozdější uzavření rány, aby nedošlo ke komplikacím v rámci hojení. Po odstranění stehu se místo vyjmutí musí zajistit přiložením patřičné vrstvy sterilních čtverců. Během odstranění i po něm je důležité dbát na zvýšené hygienické nároky, neboť by mohlo dojít k infikaci rány patogeny.
U Redonova drénu se postupuje téměř analogicky; nejdříve se však přeruší podtlak povytažením části nazývané jako „klobouček“, aby nedošlo v důsledku přisátí k poškození drenážního kanálu během odstranění. Tuto proceduru někdy mohou doprovázet komplikace typu, že se drén obtočil kolem vazu anebo orgánu, čemuž ale schopný lékař dokáže předejít např. rentgenologickým vyšetřením, které obmotání vyloučí či potvrdí. 

## Hrudní drenáž

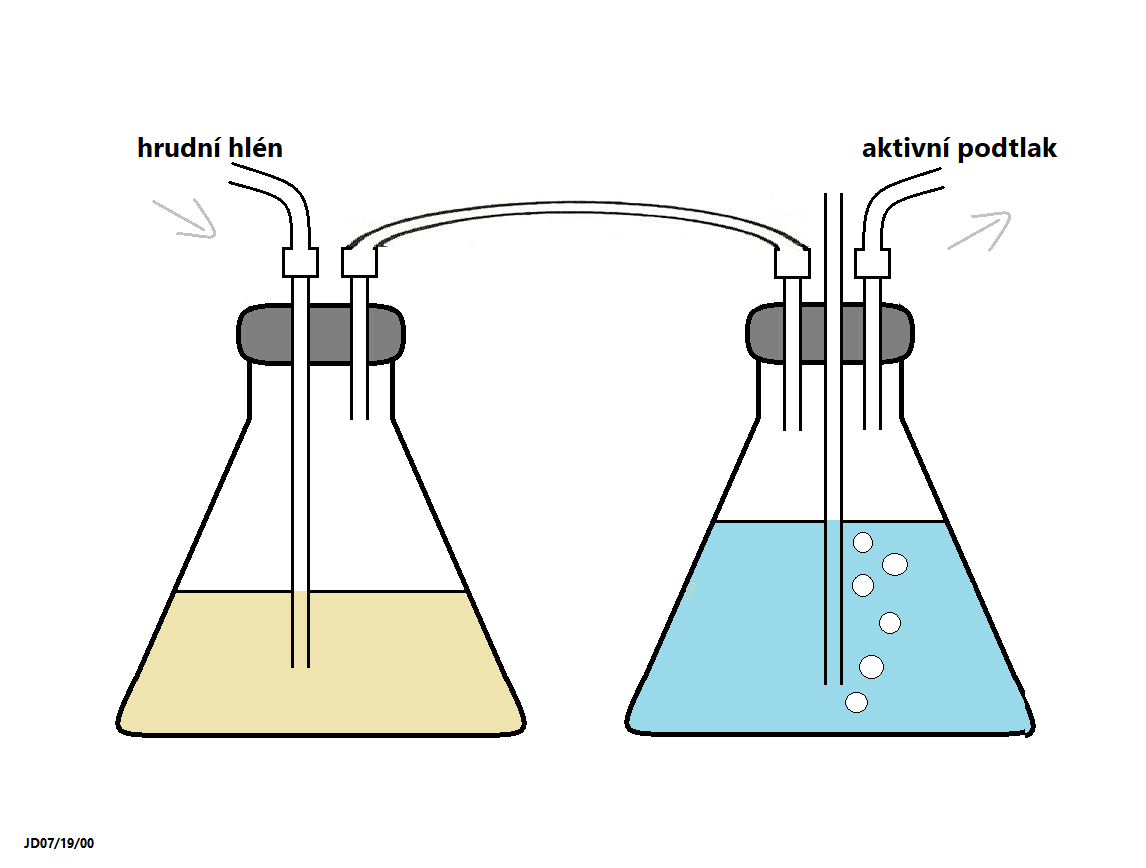
Drenážní systém dvou láhví

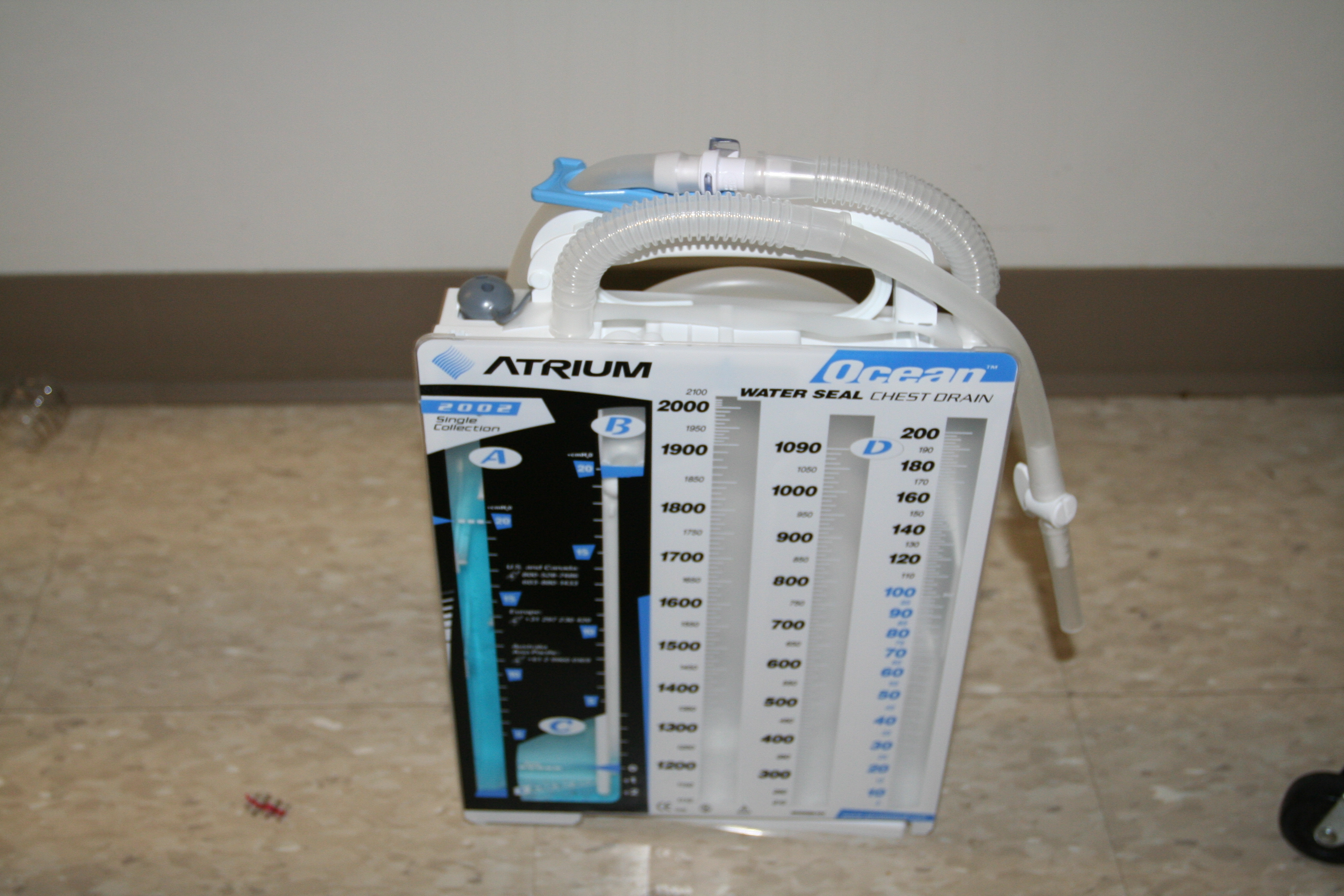
Hrudní drenáž

### Založení drenáže
Zavedení hrudní drenáže patří mezi malé chirurgické zákroky; pro zahájení hrudního drénu je nutná indikace nežádoucích kapalin či plynu v pohrudniční dutiny, což se zpravidla zjišťuje pomocí rentgenového snímku. Mezi taková onemocnění se řadí kupříkladu pneumotorax anebo hemotorax.
Před hrudní drenáží je důležité vybrat drén správné velikosti, kterou vybírá lékař na základě věku i habitu pacienta. Velikost, konkrétně šířka, hrudních drenáží se udává buď v jednotkách French (zkr. F), jež jsou typické pro severoamerickou chirurgii, anebo jednotkách Charrière (zkr. Ch). Obě jednotkové soustavy jsou fakticky srovnatelné; např. 1 Ch představuje 0,0333333 cm, 30 Ch je tedy necelý 1 cm. Nejpoužívanějšími drény jsou drény o šířce 28 Ch, 32 Ch a 36 Ch. Jakmile je vybrána velikost, přichází na výběr místa pro punkci, kam se drén zavede. Místo je však ještě předtím nutné pečlivě dezinfikovat a lokálně umrtvit pomocí anestetik. Po vybrání místa punkce, lékař incizí zpřístupní cestu pro drén a v oblasti medioklavikulární (tj. procházející středem klíční kosti) čáry ve druhém až třetím mezižebří jej velmi opatrnicky vede, aby nedošlo k poškození tkáně. Hrudní drén se poté přišije ke kůži a přikryje sterilním čtvercem, zároveň je potřebné jeho konec napojit na zbytek drenážního systému, který se v tomto případě může následovně lišit.

### Systémy drenáže
Hrudní drenážní systém je uspořádán ze zdroje i regulátoru podtlaku, trubice a vodních zámků, přičemž dochází k jejich vzájemnému propojení tzv. spojkou. Jak již bylo výše uvedeno, hrudní drenáž nemá pouze odváděcí funkci, ale taktéž funkci restituční, neboť během ní dochází k rozvinutí zhroucené plíce. Lze je rozdělit následovně:
- Bülauova drenáž – také nazývaná jako drenážní systém jedné láhve, který patří mezi nejprostší, a zároveň nejúčinnější drenáže. Tvoří ji hrudní drén, jehož konec odvádějící sekret vede do sběrné láhve, kde je nadále ponořen do antiseptického roztoku. Ponor drénu by se měl pohybovat v hloubce 2 až 10 cm a udává se jím negativní tlak v pohrudniční dutině. Současně do láhve vede další trubice, která je však výrazně kratší a zajišťuje kontakt se zevním prostředím. Tento systém drenáže je samospádový, nikoliv podtlakový.[12]

- Systém dvou láhví – tento systém naopak využívá podtlak, kdy jsou obě láhve propojeny spojkou a společně napojeny na podtlakový zdroj, případně vodní vývěvu, čímž je zajištěna bezpečná regulace podtlaku, který se udává hloubkou ponoření delší trubice ve druhé láhvi.
- Systém tří láhví – v tomto systému je první láhev sběrná, ve druhé láhvi, obsahující vodní ventil, je cca 2 cm hluboko ponořená trubice, poslední láhev je připojena na podtlakový zdroj, jenž je určován hloubkou ponoru delší trubice.[12]

### Komplikace
Bohužel i hrudní drenáž mohou doprovázet problémy; mezi nejčastější komplikace patří poranění tkáně při založení drenáže. V důsledku neuváženého jednání lékaře anebo jiného zdravotníka může hrozit riziko vzniku iantrogenního pneumotoraxu, punkční krvácení anebo ucpání drénu krevní sraženinou. Velmi často se stává, že nezkušený personál zvolí místo zavedení drénu nesprávně, či jej zavede příliš hluboko.

## Materiál

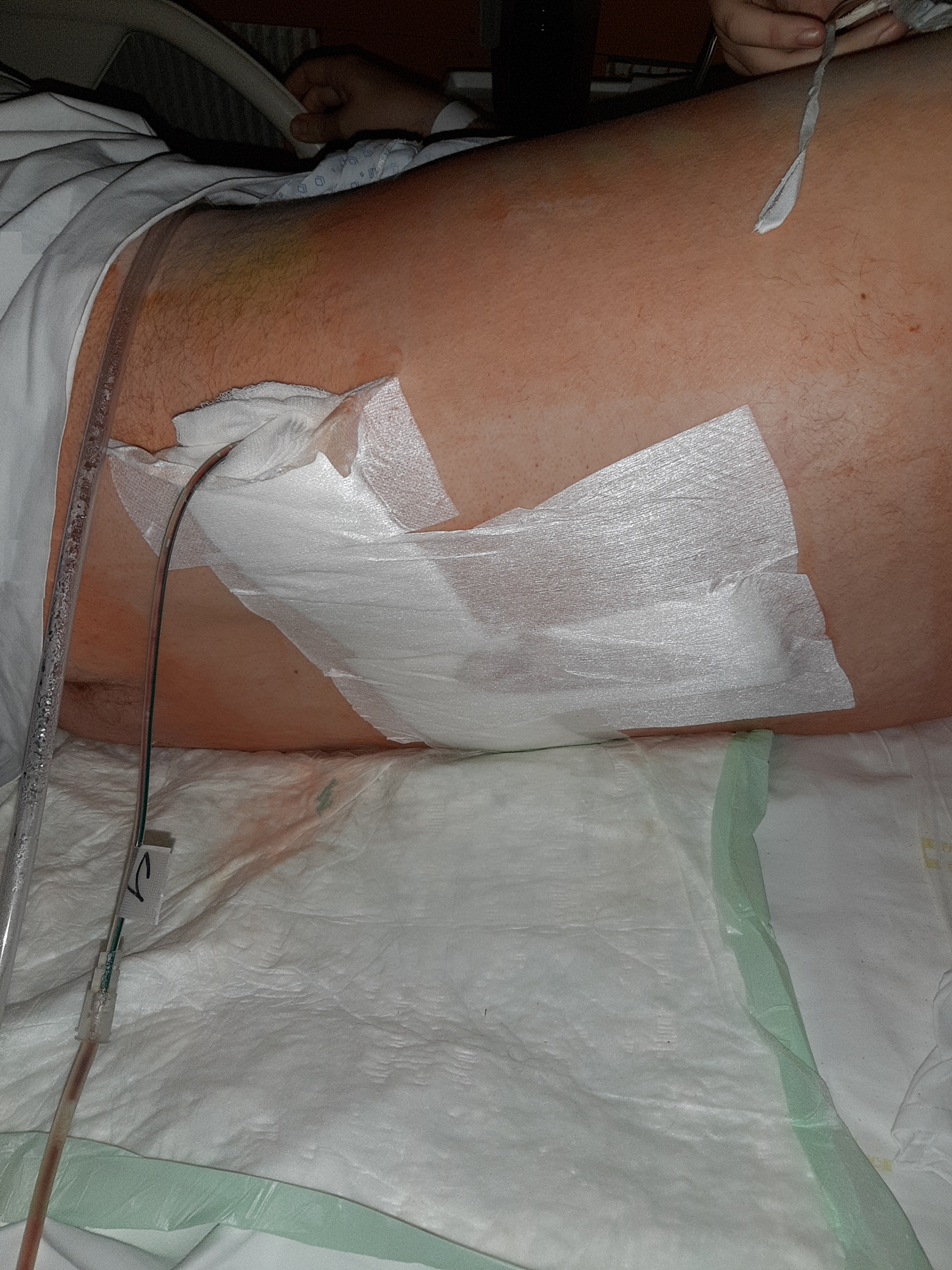
Biostabilní i biokompatibilní požadavky splňují např. silikonové drény

Dnešní chirurgie je velmi pokročilá a od dob, kdy se jako drenážní materiál používaly různé slitiny kovu, sklo anebo koňské žíně, se již nadobro opustilo. Na drenážní materiály jsou kladeny přísné nároky, které lze shrnout do následujících dvou bodů:
- biostabilita – vlastnost, kdy projevující se při styku drenážního materiálu s tkání; musí si tedy zachovat po zavedení do organismu své původní vlastnosti, pod čímž si lze představit, že materiál, ze kterého je drén zhotoven nesmí podléhat rozkladu, jenž by mohl zapříčinit neprůchodnost drénu, což představuje hrozbu pro pacientovo zdraví. Materiál musí být i dostatečně kluzký a hladký, aby odstranění drénu z těla nebylo přespříliš bolestivé.
- biokompatibilita – snášenlivost tkání na drenážní materiál v organismu; v žádném případě nesmí dojít k alergickým a toxikologickým reakcím organismu.

### Silikonové nebo plastové drény
- průhledné trubice různého průsvitu
- k drénování hlouběji uložených dutin a orgánů
- odvádějí sekret z ran spádem nebo pod tlakem
- většinou se zavádějí již při operacích

### Gumové drény
- byly nahrazeny silikonovými
- zajišťují se nad povrchem zavíracím špendlíkem, aby nezapadly
- využití: drenáž orgánů